# Megasztár (harmadik évad)

## A harmadik széria
2005 őszétől 2006 tavaszáig tartott a verseny. Első alkalommal szavazhattak a határon túliak is SMS-ben kedvenceikre. Az első döntő időpontja 2006. február 25. volt. A korábbi adásokkal ellentétben a
Megasztár 3 döntői a TV2 saját stúdiójából és nem a Millenáris parkból jelentkeztek.

### A harmadik széria végső sorrendje
1. Rúzsa Magdolna
2. Varga Ferenc
3. Póka Angéla
4. Szabó Eszter
5. Kontor Tamás (vigaszágról)
6. Bocskor Bíborka
7. Baktai Anikó
8. Puskás Péter
9. Hoffmann Mónika
10. Varga István
11. Oláh Szabolcs (vigaszágról)
12. Széles Izabella

### A harmadik széria vigaszágasai
- Heincz Gábor Biga
- Odett
- Szolga József
- Walkó Csaba

### A harmadik széria különdíjasai
- Bíró Nóra
- Bonyár Judit
- Hornai Anita
- Járási László
- Perlaki Mariann

Első döntő
| Versenyző       | Dal (eredeti előadó)                   | Eredmény     |
| --------------- | -------------------------------------- | ------------ |
| Baktai Anikó    | Várni rád egy éjen át (Hungária)       | Utolsó három |
| Bocskor Bíborka | A tranzisztor kor hajnalán (Hungária)  | Továbbjutott |
| Hoffmann Mónika | Isztambul (Hungária)                   | Utolsó három |
| Kontor Tamás    | Csókkirály (Hungária)                  | Továbbjutott |
| Oláh Szabolcs   | Hotel Menthol (Hungária)               | Továbbjutott |
| Póka Angéla     | Hé, Mister twist miniszter! (Hungária) | Továbbjutott |
| Puskás Péter    | Neonparádé (Hungária)                  | Továbbjutott |
| Rúzsa Magdolna  | Meghalok, hogyha rám nézel (Hungária)  | Továbbjutott |
| Szabó Eszter    | Flipper (Hungária)                     | Továbbjutott |
| Széles Izabella | Baby Doll (Hungária)                   | Kiesett      |
| Varga Ferenc    | Multimilliomos jazzdobos (Hungária)    | Továbbjutott |
| Varga István    | Ciao, Marina (Hungária)                | Továbbjutott |

A zsűri döntése, hogy a három legkevesebb szavazatot kapott versenyző közül melyik énekes maradjon versenyben:
Novák Péter: Baktai Anikó
Pély Barna: Baktai Anikó
Soma: Hoffmann Mónika
Presser Gábor: Baktai Anikó
Bakács Tibor: Baktai Anikó
A zsűri döntése alapján Baktai Anikó jutott tovább a következő döntőbe.
Párbaj: Hoffmann Mónika & Széles Izabella – Jailhouse Rock (Elvis Presley)
A nézők döntése alapján Hoffmann Mónika folytathatta a versenyt.
Második döntő
| Versenyző       | Dal (eredeti előadó)                          | Eredmény     |
| --------------- | --------------------------------------------- | ------------ |
| Baktai Anikó    | I Wanna Dance with Somebody (Whitney Houston) | Utolsó három |
| Bocskor Bíborka | Voyage Voyage (Desireless)                    | Továbbjutott |
| Hoffmann Mónika | Holding Out for a Hero (Bonnie Tyler)         | Továbbjutott |
| Kontor Tamás    | She Drives Me Crazy (Fine Young Cannibals)    | Továbbjutott |
| Oláh Szabolcs   | You Can Leave Your Hat On (Joe Cocker)        | Kiesett      |
| Póka Angéla     | Nothing Compares 2 U (Sinéad O'Connor)        | Továbbjutott |
| Puskás Péter    | Strange Love (Depeche Mode)                   | Utolsó három |
| Rúzsa Magdolna  | Got My Mind Set on You (George Harrison)      | Továbbjutott |
| Szabó Eszter    | Play That Funky Music White Boy (James Brown) | Továbbjutott |
| Varga Ferenc    | Sledgehammer (Peter Gabriel)                  | Továbbjutott |
| Varga István    | Still Got the Blues (Gary Moore)              | Továbbjutott |

A zsűri döntése, hogy a három legkevesebb szavazatot kapott versenyző közül melyik énekes maradjon versenyben:
Novák Péter: Baktai Anikó
Pély Barna: Oláh Szabolcs
Soma: Baktai Anikó
Presser Gábor: Oláh Szabolcs
Bakács Tibor: Baktai Anikó
A zsűri döntése alapján Baktai Anikó jutott tovább a következő döntőbe.
Párbaj: Baktai Anikó & Oláh Szabolcs – Forever Young
A nézők döntése alapján Baktai Anikó folytathatta a versenyt.
Harmadik döntő
| Versenyző       | Dal (eredeti előadó)           | Eredmény     |
| --------------- | ------------------------------ | ------------ |
| Puskás Péter    | SOS (ABBA)                     | Továbbjutott |
| Baktai Anikó    | Gimme Gimme Gimme (ABBA)       | Utolsó három |
| Póka Angéla     | Still I'm Sad (Boney M)        | Továbbjutott |
| Szabó Eszter    | Belfast (Boney M)              | Továbbjutott |
| Kontor Tamás    | The Name Of The Game (ABBA)    | Továbbjutott |
| Varga Ferenc    | Thank You For The Music (ABBA) | Továbbjutott |
| Bocskor Bíborka | Rasputin (Boney M)             | Továbbjutott |
| Hoffmann Mónika | Waterloo (ABBA)                | Továbbjutott |
| Rúzsa Magdolna  | The Winner Takes It All (ABBA) | Továbbjutott |
| Varga István    | Sunny (Boney M)                | Kiesett      |

A zsűri döntése, hogy a három legkevesebb szavazatot kapott versenyző közül melyik énekes maradjon versenyben:
Novák Péter: Baktai Anikó
Pély Barna: Varga István
Soma: Baktai Anikó
Presser Gábor: Varga István
Bakács Tibor: Baktai Anikó
A zsűri döntése alapján Baktai Anikó jutott tovább a következő döntőbe.
Párbaj: Baktai Anikó & Varga István – Dancing Queen (ABBA)
A nézők döntése alapján Baktai Anikó folytathatta a versenyt.
Negyedik döntő
| Versenyző       | Dal (eredeti előadó)                   | Eredmény     |
| --------------- | -------------------------------------- | ------------ |
| Kontor Tamás    | Túl Forró (Roy És Ádám)                | Utolsó Három |
| Hoffmann Mónika | Mindhalálig Melletted (Zséda)          | Kiesett      |
| Rúzsa Magdolna  | Végső Vallomás (united)                | Továbbjutott |
| Póka Angéla     | Adjon Az Ég (Tankcsapda)               | Továbbjutott |
| Szabó Eszter    | Te Légy Most (Magna Cum Laude)         | Továbbjutott |
| Varga Ferenc    | Tevagyazakitalegjobban (Back ll Black) | Továbbjutott |
| Bocskor Bíborka | Most Múlik Pontosan (Quimby)           | Továbbjutott |
| Baktai Anikó    | Vágyom Rád (Zanzibar)                  | Továbbjutott |
| Puskás Péter    | Hol Van Az A Lány (Fekete Vonat)       | Továbbjutott |

A zsűri döntése, hogy a három legkevesebb szavazatot kapott versenyző közül melyik énekes maradjon versenyben:
Novák Péter: Kontor Tamás
Pély Barna: Hoffmann Mónika
Soma: Kontor Tamás
Presser Gábor: Hoffmann Mónika
Bakács Tibor: Kontor Tamás
A zsűri döntése alapján Szabó Eszter jutott tovább a következő döntőbe.
Párbaj: Kontor Tamás & Hoffmann Mónika – Valami Amerika (Bon Bon)
A nézők döntése alapján Kontor Tamás folytathatta a versenyt.
Ötödik döntő
| Versenyző       | Dal (eredeti előadó)                | Eredmény     |
| --------------- | ----------------------------------- | ------------ |
| Bocskor Bíborka | Bring Back That Leroy Brown (Queen) | Továbbjutott |
| Varga Ferenc    | Somebody To Love (Queen)            | Továbbjutott |
| Baktai Anikó    | Who Wants To Live Forever (Queen)   | Továbbjutott |
| Puskás Péter    | Bicycle Race (Queen)                | Kiesett      |
| Póka Angéla     | Killer Queen (Queen)                | Továbbjutott |
| Kontor Tamás    | I Want It All (Queen)               | Utolsó három |
| Rúzsa Magdolna  | I Want To Break Free (Queen)        | Továbbjutott |
| Szabó Eszter    | Don't Stop Me Now (Queen)           | Továbbjutott |

A zsűri döntése, hogy a három legkevesebb szavazatot kapott versenyző közül melyik énekes maradjon versenyben:
Novák Péter: Kontor Tamás
Pély Barna: Puskás Péter
Soma: Kontor Tamás
Presser Gábor: Puskás Péter
Bakács Tibor: Kontor Tamás
A zsűri döntése alapján Kontor Tamás jutott tovább a következő döntőbe.
Párbaj: Kontor Tamás & Puskás Péter – Crazy Little Thing Called Love (Queen)
A nézők döntése alapján Kontor Tamás folytathatta a versenyt.
Hatodik döntő
| Versenyző       | Dal (eredeti előadó)                                | Eredmény     |
| --------------- | --------------------------------------------------- | ------------ |
| Baktai Anikó    | Easy To Be Hard (Hair)                              | Kiesett      |
| Kontor Tamás    | Singin' In The Rain (Gene Kelly)                    | Utolsó három |
| Rúzsa Magdolna  | Time Warp (Rocky Horror)                            | Továbbjutott |
| Póka Angéla     | Ms. Celie's Blues (The Color Purple)                | Továbbjutott |
| Bocskor Bíborka | Mamory (Barbra Streisand)                           | Továbbjutott |
| Szabó Eszter    | Diamonds Are a Girl's Best Friend (Marilyan Monroe) | Továbbjutott |
| Varga Ferenc    | Szupersztár (Jézus Krisztus)                        | Továbbjutott |

A zsűri döntése, hogy a három legkevesebb szavazatot kapott versenyző közül melyik énekes maradjon versenyben:
Novák Péter: Kontor Tamás
Pély Barna: Baktai Anikó
Soma: Kontor Tamás
Presser Gábor: Baktai Anikó
Bakács Tibor: Kontor Tamás
A zsűri döntése alapján Kontor Tamás jutott tovább a következő döntőbe.
Párbaj: Kontor Tamás & Baktai Anikó – Ringasd El Magad (LGT)
A nézők döntése alapján Kontor Tamás folytathatta a versenyt.
Hetedik döntő
| Versenyző             | Dal (eredeti előadó)             | Eredmény     |
| --------------------- | -------------------------------- | ------------ |
| Szabó Eszter          | Livin, On A Prayer (Bon Jovi)    | Utolsó három |
| Molnár Ferenc Caramel | Livin, On A Prayer (Bon Jovi)    | Utolsó három |
| Póka Angéla           | The Storm Is Over Now (R. Kelly) | Továbbjutott |
| Gáspár László         | The Storm Is Over Now (R. Kelly) | Továbbjutott |
| Bocskor Bíborka       | Sweet Dreams (Marilyn Manson)    | Kiesett      |
| Palcsó Tamás          | Sweet Dreams (Marilyn Manson)    | Kiesett      |
| Kontor Tamás          | With Or Without You (U2)         | Továbbjutott |
| Tóth Gabriella        | With Or Without You (U2)         | Továbbjutott |
| Rúzsa Magdolna        | Piece Of My Heart (Janis Joplin) | Továbbjutott |
| Torres Dániel         | Piece Of My Heart (Janis Joplin) | Továbbjutott |
| Varga Ferenc          | Somebody To Love (Queen)         | Továbbjutott |
| Tóth Veronika         | Somebody To Love (Queen)         | Továbbjutott |

Második Kör
| Versenyző        | Dal (eredeti előadó)             |
| ---------------- | -------------------------------- |
| Bocskor Bíborka  | Ha Az Életben (Kispál És A Borz) |
| Póka Angéla      | Ha Az Életben (Kispál És A Borz) |
| Varga Ferenc     | Vetkőzés (Pély Varga)            |
| Rúzsa Magdolna   | Vetkőzés (Pély Varga)            |
| Kontor Tamás     | Shook Me All Night Long (AC/DC)  |
| Szabó Eszter     | Shook Me All Night Long (AC/DC)  |
| Gál Csaba Boogie | Shook Me All Night Long (AC/DC)  |

A zsűri döntése, hogy a három legkevesebb szavazatot kapott versenyző közül melyik énekes maradjon versenyben:
Novák Péter: Szabó Eszter
Pély Barna: Bocsokor Bíkorka
Soma: Szabó Eszter
Presser Gábor: Bocsokor Bíkorka
Bakács Tibor: Szabó Eszter
A zsűri döntése alapján Szabó Eszter jutott tovább a következő döntőbe.
Párbaj: Szabó Eszter & Bocsokor Bíkorka – The Sound Of Silence (Simon And Garfunkel)
A nézők döntése alapján Szabó Eszter folytathatta a versenyt.
Nyolcadik döntő
| Versenyző      | Dal (eredeti előadó)                      | Eredmény     |
| -------------- | ----------------------------------------- | ------------ |
| Varga Ferenc   | Have You Met Miss Jones (Chet Baker)      | Utolsó három |
| Póka Angéla    | Rome Wasn't Built In A Day (Morcheeba)    | Továbbjutott |
| Rúzsa Magdolna | When a Man Loves A Woman (Michael Bolton) | Továbbjutott |
| Kontor Tamás   | No Importa La Distancia (Ricky Martin)    | Kiesett      |
| Szabó Eszter   | Good Luck (Basement Jaxx)                 | Továbbjutott |

Második Kör
| Versenyző      | Dal (eredeti előadó)                      |
| -------------- | ----------------------------------------- |
| Varga Ferenc   | Nagy Utazás (Presser Gábor)               |
| Szabó Eszter   | Köszönöm Hogy Imádott (Mihály Eisemann)   |
| Póka Angéla    | Szomorú Vasárnap (Seress Rezső)           |
| Rúzsa Magdolna | Eberlezi (Goran Bregovic)                 |
| Kontor Tamás   | Kicsit Szomorkás A Hangulatom (Hofi Géza) |

A zsűri döntése, hogy a három legkevesebb szavazatot kapott versenyző közül melyik énekes maradjon versenyben:
Novák Péter: Varga Ferenc
Pély Barna: Kontor Tamás
Soma: Varga Ferenc
Presser Gábor: Kontor Tamás
Bakács Tibor: Varga Ferenc
A zsűri döntése alapján Varga Ferenc jutott tovább a következő döntőbe.
Párbaj: Varga Ferenc & Kontor Tamás – I Got You Babe (Sonny And Cher)
A nézők döntése alapján Varga Ferenc folytathatta a versenyt.
Kilencedik döntő
| Versenyző      | Dal (eredeti előadó)                  | Eredmény     |
| -------------- | ------------------------------------- | ------------ |
| Rúzsa Magdolna | O Fado De Ser Fadista (Artur Ribeiro) | Továbbjutott |
| Szabó Eszter   | A Mi Manera (Gipsy Kings)             | Kiesett      |
| Póka Angéla    | Como La Flor (Selena)                 | Továbbjutott |
| Varga Ferenc   | Smooth (Santana)                      | Utolsó három |

Második Kör
| Versenyző      | Dal (eredeti előadó)                |
| -------------- | ----------------------------------- |
| Varga Ferenc   | Fragile (Sting)                     |
| Póka Angéla    | Ese Hombre (India)                  |
| Rúzsa Magdolna | La Bamba Mix                        |
| Szabó Eszter   | Don't Cry For Louie (Vaya Con Dios) |

A zsűri döntése, hogy a három legkevesebb szavazatot kapott versenyző közül melyik énekes maradjon versenyben:
Novák Péter: Varga Ferenc
Pély Barna: Szabó Eszter
Soma: Varga Ferenc
Presser Gábor: Szabó Eszter
Bakács Tibor: Varga Ferenc
A zsűri döntése alapján Varga Ferenc jutott tovább a következő döntőbe.
Párbaj: Varga Ferenc & Szabó Eszter – Just The Two Of Us (Will Swith)
A nézők döntése alapján Varga Ferenc folytathatta a versenyt.
Tizedik döntő
| Versenyző      | Dal (eredeti előadó)                         | Eredmény     |
| -------------- | -------------------------------------------- | ------------ |
| Rúzsa Magdolna | Cry Baby (Janis Joplin)                      | Továbbjutott |
| Póka Angéla    | No Woman No Cry (Bob Marley)                 | Kiesett      |
| Varga Ferenc   | Gimme Some Lovin' ( The Spencer Davis Group) | Utolsó három |

Második Kör
| Versenyző      | Dal (eredeti előadó)                          |
| -------------- | --------------------------------------------- |
| Varga Ferenc   | Try (just A Little Bit Harder) (Janis Joplin) |
| Póka Angéla    | Rome Wasn't Built In A Day (Morcheeba)        |
| Rúzsa Magdolna | Bring On The Night (The Police)               |

A zsűri döntése, hogy a három legkevesebb szavazatot kapott versenyző közül melyik énekes maradjon versenyben:
Novák Péter: Varga Ferenc
Pély Barna: Póka Angéla
Soma: Varga Ferenc
Presser Gábor: Póka Angéla
Bakács Tibor: Varga Ferenc
A zsűri döntése alapján Varga Ferenc jutott tovább a következő döntőbe.
Párbaj: Varga Ferenc & Póka Angéla – Englishman In N.Y. (Sting)
A nézők döntése alapján Varga Ferenc folytathatta a versenyt.
Finálé döntő
| Versenyző      | Dal (eredeti előadó)                         | Eredmény          |
| -------------- | -------------------------------------------- | ----------------- |
| Rúzsa Magdolna | Road Runner (Aerosmith)                      | Győztes           |
| Varga Ferenc   | Gimme Some Lovin' ( The Spencer Davis Group) | Második Helyezett |

Második Kör
| Versenyző      | Dal (eredeti előadó)                 |
| -------------- | ------------------------------------ |
| Varga Ferenc   | Szívemmel Láss                       |
| Rúzsa Magdolna | Fegyverem Az Adrenalin (Torres Dani) |

Harmadik Kör
| Versenyző      | Dal (eredeti előadó)            |
| -------------- | ------------------------------- |
| Varga Ferenc   | Change The World (Eric Clapton) |
| Rúzsa Magdolna | May It Be (Enya)                |

negyedik kör
| Versenyző      | Dal (eredeti előadó)   |
| -------------- | ---------------------- |
| Rúzsa Magdolna | Most élsz (Máté Péter) |
| Varga Ferenc   | Most Élsz (Máté Péter) |

A zsűri döntése, hogy a három legkevesebb szavazatot kapott versenyző közül melyik énekes maradjon versenyben:
Novák Péter: Rúzsa Magdolna
Pély Barna: Varga Ferenc
Soma: Rúzsa Magdolna
Presser Gábor: Varga Ferenc
Bakács Tibor: Rúzsa Magdolna
A zsűri döntése alapján Rúzsa Magdolna jutott döntőbe.
Párbaj: Rúzsa Magdolna & Varga Ferenc – It Takes Two (Rob Base And E-Z Rock)
A nézők döntése alapján Rúzsa Magdolna folytathatta a Győztes

## Nézettség
| Epizód        | Vetítés          | Teljes Lakosság | Arány (%) | Heti heyezés | For. |
| ------------- | ---------------- | --------------- | --------- | ------------ | ---- |
| Casting I.    | 2005 Október 26  | 1,344 millió    | 35,5      | -            | (1)  |
| Casting II.   | 2005 November 2  | 1,693 millió    | 39,4      | 2.           | (2)  |
| Casting III.  | 2005 November 9  | 1,781 Millió    | 37,4      | -            | (3)  |
| Élődöntő I.   | 2005 November 16 | 1,475 Millió    | 38,1      | -            | (4)  |
| Élődöntő II.  | 2005 November 23 | 1,028 millió    | 22,3      | 15.          | (5)  |
| Élődöntő III. | 2005 December 7  | 1,085 millió    | 22,8      | -            | (6)  |
| Élő műsorok   |                  |                 |           |              |      |
| Döntő I.      | 2006 Február 25  | 1,469 millió    | 30,7      | -            | (10) |
| Döntő II.     | 2006 Március 4   | 1,658 millió    | 33.7      | -            | (11) |
| Döntő III.    | 2006 Március 11  | 1,657 millió    | 34,2      | -            | (12) |
| Döntő IV.     | 2006 Március 18  | 1,881 millió    | 45        | -            | (13) |
| Döntő V.      | 2006 Március 25  | 2,191 millió    | 48,9      | 2.           | (14) |
| Döntő VI.     | 2006 Április 1   | 2,13 millió     | 48.2      | -            | (15) |
| Döntő VII.    | 2006 Április 8   | 2,019 millió    | 49        | -            | (16) |
| Döntő VIII.   | 2006 Április 15  | 1,96 millió     | 46,7      | -            | (17) |
| Döntő IX.     | 2006 Április 22  | 2,07 Millió     | 48,5      | -            | (18) |
| Döntő X.      | 2006 Április 29  | 1,971 millió    | 46,2      | -            | (19) |
| Finálé        | 2006 Május 20    | 1,950 millió    | 45.7      | -            | (20) |